# Mark Leary
Mark Richard Leary (29 de noviembre de 1954) es profesor de psicología y neurociencia de la Universidad de Duke ( Durham, Carolina del Norte ). Su investigación y trabajo académico ha contribuido en los campos de la psicología social y la psicología de la personalidad.
Leary es miembro de la Asociación Americana de Psicología, la Asociación para la Ciencia Psicológica y la Sociedad de Personalidad y Psicología Social. Recibió el Premio a la Trayectoria de la Sociedad Internacional para el Yo y la Identidad y fue co-ganador del Premio al Impacto Científico de la Sociedad de Psicología Social Experimental. 
Fue editor fundador de Self and Identity en el año 2001, es editor de Personality and Social Psychology Review y presidente de la Sociedad de Personalidad y Psicología Social.

## Antecedentes
Leary completó su carrera B.A en psicología en West Virginia Wesleyan College en 1976. 
Obtuvo su maestría y doctorado en psicología social en la Universidad de Florida. Ha sido profesor en la Universidad Denison, la Universidad de Texas en Austin, la Universidad Wake Forest y la Universidad de Duke .  
Ha publicado o participado en la edición de 12 libros y más de 200 artículos o capítulos para revistas académicas.
Además, ha formado parte de los consejos de revisión editorial de muchas otras revistas académicas de psicología. Además, imparte conferencias para The Great Courses .

## Temas de investigación
Los temas que Leary investiga la identidad desde las ciencias sociales, la autoestima, la motivación interpersonal y la emoción, la necesidad de pertenecer y la autocompasión.   

### Teoría del sociómetro
Desarrolló la teoría del sociómetro, una explicación interpersonal de las variaciones en la autoestima de los individuos. Según esta las personas tienen una medida interna de aceptación social (o rechazo) que determina el estado de su autoestima. Los niveles de autoestima estatal que no son saludables despiertan cambios en el afecto, el comportamiento y/o la cognición con el fin de recuperar la aceptación social. 

### El Yo
Leary centra sus estudios en la noción del Yo humano, la autoconciencia y la autorreflexión. Si bien la capacidad humana de distinguirse de los demás y reflexionar sobre sus propias experiencias tiene claros beneficios, el trabajo de Leary y sus colegas también ha revelado algunas desventajas de cargar con demasiado peso esa noción. Los casos estudiados incluyen la generación de tendencias a albergar amargura, rumiar sobre escenarios imaginarios y entrar en pánico ante amenazas remotas a la seguridad. Estos pensamientos negativos puede conducir a desafíos emocionales solo presentes en la especie humana.  Leary también ha citado cuatro aspectos del yo que conducen al conflicto interpersonal: 
(1) la diferenciación entre el yo y el otro
(2) el egocentrismo
(3) la autoestima y 
(4) el egoísmo . 

### Necesidad de pertenecer
Mark Leary y Roy Baumeister escribieron un celebrado artículo en 1995 sobre la necesidad de pertenencia. Siguiendo los pasos de Abraham Maslow, establecieron que la pertenencia a una comunidad es una necesidad humana básica.. Es decir, está en nuestra naturaleza, intentar formar vínculos significativos y duraderos con los demás. A largo plazo, la incapacidad de hacerlo o la ruptura de vínculos existentes, tiene efectos negativos en un individuo a nivel de su salud psicológica y física, así como de su bienestar general. 
Este impacto negativo es lo que define la pertenencia a un grupo como una necesidad casi instintiva, en oposición a un simple deseo. 
La necesidad de pertenencia tiene dos aspectos.  En primer lugar debe haber una interacción frecuente con poco o ningún conflicto entre varios seres humanos. En segundo lugar y la relación debe ser continua. Cuando uno de estos vínculos se rompe, la gente tiende a intentar sustituir la relación por un nuevo vínculo.  Estos vínculos se forman en una variedad de relaciones entre cualquier persona,  no sólo entre una persona y un líder o figura de autoridad, como lo propone la teoría del apego de John Bowlby . 

### Autocompasión
Este es un tema ampliamente tratado en la psicología positiva al cual Leary y sus colegas han aportado. Tratan la autocompasión como "una orientación hacia el cuidado de uno mismo" y han demostrado que las personas con mayor autocompasión abordan sus defectos con significativamente menos crítica y de manera más constructiva para su propia experiencia futura.  Muchos beneficios para la salud mental están relacionados con la autocompasión, incluida la capacidad de alterar positivamente los niveles más bajos de depresión, neuroticismo, insatisfacción con la vida y aislamiento social .  Las personas autocompasivas suelen ser más receptivas a sus propios defectos de carácter y de comportamiento que las personas con bajos niveles de autocompasión; no se obsesionaban ni se ponían a la defensiva ante partes indeseables de su carácter.
Los afectos positivos derivados de la autocompasión resultan en una disminución de las reacciones negativas ante eventos desafortunados, incluidos el fracaso y el rechazo. Poner la situación en perspectiva y tratarse a uno mismo con amabilidad suele disminuir la necesidad de exagerar el evento negativo para los participantes autocompasivos, en comparación con aquellos que no eran autocompasivos. 
Leary y sus colegas también han investigado la relación que existe entre autocompasión y dolor físico. Según estudios recientes con pacientes obesos que reportaron dolor musculoesquelético persistente, se encontró que los pacientes que informaron niveles más altos de autocompasión eran menos propensos a escalar el dolor hasta la catástrofe y tenían niveles más bajos de afecto negativo y discapacidad por dolor. 